# Saldurbach
Der Saldurbach (auch Matschtalbach, italienisch rio Saldura) ist ein 21,6 Kilometer langer Bach im Vinschgau in Südtirol. Er entwässert das Matscher Tal in den Ötztaler Alpen, ein Gebiet von 100 km² Größe. Oberhalb von Matsch wird der Bach zur Stromerzeugung abgeleitet. Die wichtigste Ortschaft am Saldurbach ist Schluderns, wo der Bach den Talboden des Etschtals erreicht. Der Saldurbach mündet im Biotop Schludernser Au knapp unterhalb von Schluderns in die aus dem Planeiltal kommende Puni, kurz bevor diese in die Etsch fließt.
Der Bachname ist 1301 als lateinisch flumen Sulduri erstmals verschriftlicht worden. Er steht vielleicht in irgendeinem Zusammenhang mit dem Ortsnamen Schluderns, seine Etymologie liegt aber im Dunkeln und mögliche Deutungen gehen stark auseinander.